# 이승철 (시인)
이승철(1958년 12월 3일 ~ )은 대한민국의 시인이다.

## 생애
1958년 12월 3일, 전남 목포 산정동에서 철도원이었던 아버지(이진호)와 어머니(박상월) 사이에 1남 3녀 중 막내이자, 2대 독자로 태어나 서울과 함평에서 유년과 청소년 시절을 보냈다. 함평초등, 함평중, 학다리고를 졸업하고 광주에서 호남대를 다니다가 1980년 5월, 광주항쟁의 충격으로 대학을 그만두었다. 고교 시절부터 김준태 시인을 문학적 스승으로 모시며, 스무 살 문청 시절을 보냈다.
1982년 12월부터 1983년 10월까지 ‘5월 광주’의 진실을 알리기 위해 광주에서 박선욱, 조진태, 정삼수, 장주섭, 박정모, 박정열, 김형수(송정리), 정봉희, 이형권 시인 등과 함께 ＜광주 젊은 벗들＞ 시낭송기획실을 조직해, 4차례에 걸쳐 시 낭송 운동을 전개했고, 화가 홍성담 등 ＜토말그룹＞과 함께 시화전을 개최했다.
1983년 12월 김규동, 김봉근, 박몽구, 박선욱 시인의 추천에 힘입어 시 전문 무크 ≪민의≫ 제2집 ≪시와현실≫(일월서각)에 5월의 진실과 그 상처를 형상화한 ＜평화시장에 와서＞, ＜용봉동의 삶＞ 등 7편으로 등단했다. 등단 이후 소설가 김성동 선생과 시인 홍일선 형으로부터 ‘우촌(牛村)’과 ‘일함(一咸)’이라는 아호(雅號)를 받다.
1984년부터 2012년까지 나남, 인동, 산하출판사 편집장과 황토출판사 대표, 화남출판사 편집주간으로 활동했다. 이때 김남주 옥중 시집 ≪나의 칼 나의 피≫, 5월 광주항쟁 시선집 ≪누가 그대 큰 이름 지우랴≫, 광주항쟁 소설선집 ≪일어서는 땅≫, 광주민중항쟁 10주년 기념 시집 ≪하늘이여 땅이여 아아, 광주여≫ 등과 해방 이후 ‘표현의 자유’ 문제로 투옥된 문인들의 작품을 한데 모은 ≪한국문학필화작품집≫ 등 다수의 인문학 서적을 출간했다. 황토출판사 대표 시절, 북한의 장편소설 ≪꽃 파는 처녀≫, ≪한 자위단원의 운명≫ 등을 출간했다 해서 ‘국가보안법’ 위반으로 투옥되기도 했다. 2011년 5월 24일, ‘5 ․18 광주민주화운동 기록물’이 ＜유네스코 세계기록문화유산＞으로 등재된 것을 기념해 ＜5 ․18기념재단＞에서 2013년 4월에 완간한, 전 4권의 ≪5월문학총서≫(시, 소설, 희곡, 평론/도서출판 문학들) 간행의 책임 편집 위원장으로 활동했다. 또한 화남 출판사 편집주간으로 있으면서 ‘대운하 반대와 생명의 강을 모시기 위한 시인 203인의 특별 공동시집’ ≪그냥 놔두라 쓰라린 백 년 소원 이것이다≫, 노무현 대통령 추모 시집 ≪고마워요 미안해요 일어나요≫, 김대중 대통령 추모 시집 ≪님이여, 우리들 모두가 하나 되게 하소서≫ 등을 기획, 출간했다.
1984년 12월, ＜자유실천문인협의회＞의 재창립 회원 및 간사로 문학운동에 뛰어들었고, 이후 이 단체가 확대 개편되어 1993년 1월부터 2년간 ＜민족문학작가회의＞의 사무국장으로 활동했다. 이후 이 단체의 이사와 청년문학인위원회 및 자유실천위원회의 부위원장 등을 지냈으며, 2004년 10월 고은 시인의 주도로 창립된 ＜한국문학평화포럼＞의 사무국장, 2007년 ＜한국작가회의＞의 이사, 광주전남작가회의 부회장 등을 역임하면서 우리 사회의 민주화와 표현의 자유를 위한 제반 활동을 전개했다.
주요 시집으로 ≪세월아, 삶아≫(두리출판사, 1992), ≪총알택시 안에서의 명상≫(실천문학사, 2000), ≪당산철교 위에서≫(솔출판사, 2006) 등을 펴냈으며, 공동 산문집으로 ≪이 시대의 화두−58 개띠들의 이야기≫(화남출판사, 2006) 등을 출간했다.
현재 한국문학평화포럼 사무총장, 한국작가회의 회원으로 활동하고 있다.